# Дониёров, Эркин
Эркин Дониёров (род. 9 апреля 1990) — узбекский самбист и дзюдоист, чемпион Узбекистана по дзюдо 2012 и 2016 годов, призёр международных турниров по дзюдо, бронзовый призёр этапа Кубка мира по самбо 2012 года, бронзовый призёр чемпионатов мира по самбо 2011 и 2012 годов, мастер спорта Узбекистана международного класса. По самбо выступал во второй средней весовой категории (до 90 кг). Живёт в Бухаре.

## Чемпионаты Узбекистана
- Чемпионат Узбекистана по дзюдо 2012 — ;
- Чемпионат Узбекистана по дзюдо 2016 — ;